# Tendon de la valvule de la veine cave inférieure
Le tendon de la valvule de la veine cave inférieure (ou tendon de Todaro) est une structure fibreuse de l'atrium droit du cœur. Il fait partie du squelette fibreux du cœur.

## Terminologie
Le tendon de la valvule de la veine cave inférieure est également nommé tendon de Todaro d'après le nom de l'anatomiste italien Francesco Todaro.
La nomenclature anatomique TA2 et le dictionnaire médical de l'académie de médecine retient le nom de tendon de la valvule de la veine cave inférieure,.

## Origine
Le tendon de la valvule de la veine cave inférieure prend naissance à la base de la valvule de la veine cave inférieure et en continuité avec la valvule du sinus coronaire.

## Trajet
Le tendon de la valvule de la veine cave inférieure chemine sous l'endocarde de la paroi postérieure et inférieure de l'atrium droit et se termine au niveau du limbe de la fosse ovale.
Il forme la limite antéro-supérieure du triangle de Koch dont le sommet est l'emplacement du nœud atrioventriculaire.

## Aspect clinique
Le tendon de la valvule de la veine cave inférieure étant extrêmement difficile à localiser dans un cœur vivant, les cliniciens utilisent d’autres caractéristiques pour déterminer les limites du triangle de Koch. Certains cardiologues vont même jusqu’à nier l’utilité du tendon comme repère anatomique. 